# Tadeusz Tyc
 Tadeusz Tyc  (* 30. Oktober 1983 in Argentan) ist ein franko-polnischer Fußballspieler. Er besitzt sowohl die polnische als auch die französische Staatsangehörigkeit. Er spielt vorzugsweise als Mittelstürmer.

## Karriere
Er begann seine Karriere bei Odra Opole, wechselte dann aber zu vielen anderen polnischen Vereinen. Unter anderem spielte er in der polnischen zweiten Liga für Flota Świnoujście und Zagłębie Sosnowiec. Ihm gelang jedoch nie wirklich der Durchbruch. Daher kehrte er schließlich nach Opole zurück. Dort wurde er in der Saison 2011/12 zum wichtigsten Spieler. Schon in der Hinrunde schoss er siebzehn von insgesamt dreiundzwanzig Toren. Am Ende der Saison wurde er mit einundzwanzig Toren Torschützenkönig der 3. Liga Grupa: opolsko-śląska (vierthöchste Spielklasse). Anfang Juli 2011 wechselte Tyc zum Drittligaaufsteiger Rozwój Katowice. Nach einer guten Saison mit sieben Treffern in 29 Spielen verlor Tyc seinen Stammplatz in der Saison 2013/14. Daraufhin wurde er für die Saison 2014/15 an den Viertligisten Polonia Łaziska Górne ausgeliehen. Allerdings kehrte er nach der Hinrunde bereits zurück. Im Februar 2015 wurde Tyc für die restliche Spielzeit an den Sechstligisten Przemsza Siewierz verliehen. Seit Sommer 2015 ist Tyc ohne Verein.